# چیس اوانز
چیس اوانز (به انگلیسی: Chayse Evans) (زادۀ ۲ اوت ۱۹۸۶ در مونته‌ری، کالیفرنیا) که با نام امی استیلی (به انگلیسی: Amy Stahly) زاده شد، بازیگر پورنوگرافی اهل ایالات متحده آمریکا است.

## زندگی‌نامه
چیس اوانز با نام امی استیلی در ۲ اوت ۱۹۸۶ در مونته‌ری، کالیفرنیا زاده شد. وی به مدت دو سال در نیروی تفنگداران دریایی ایالات متحده کار کرد. پس از ترک نیروی دریایی پیشخدمت و استریپر شد. اوانز اولین بار در سال ۲۰۰۷ و در سن بیست و یک سالگی در یک فیلم هاردکور بازی کرد. وی تا کنون در فیلم‌های کمپانی‌های برجسته‌ای مثل ویوید، دیجیتال سین، کلاب جنا و جولز جوردن ویدئو حضور داشته است. وی چندین بار نامزد جایزه ای‌وی‌ان از جمله بهترین ستاره کوچک جدید (به انگلیسی: Best New Starlet) در سال ۲۰۰۷، بازیگر زن سال (به انگلیسی: Female Performer of the Year) در ۲۰۱۰، و بهترین صحنه سکس گروهی (به انگلیسی: Best Group Sex Scene) در ۲۰۱۱ شده است. اوانز نافش را سوراخ کرده و پنج خالکوبی دارد. چیس در لس آنجلس، کالیفرنیا زندگی می‌کند.